# United States Navy Memorial

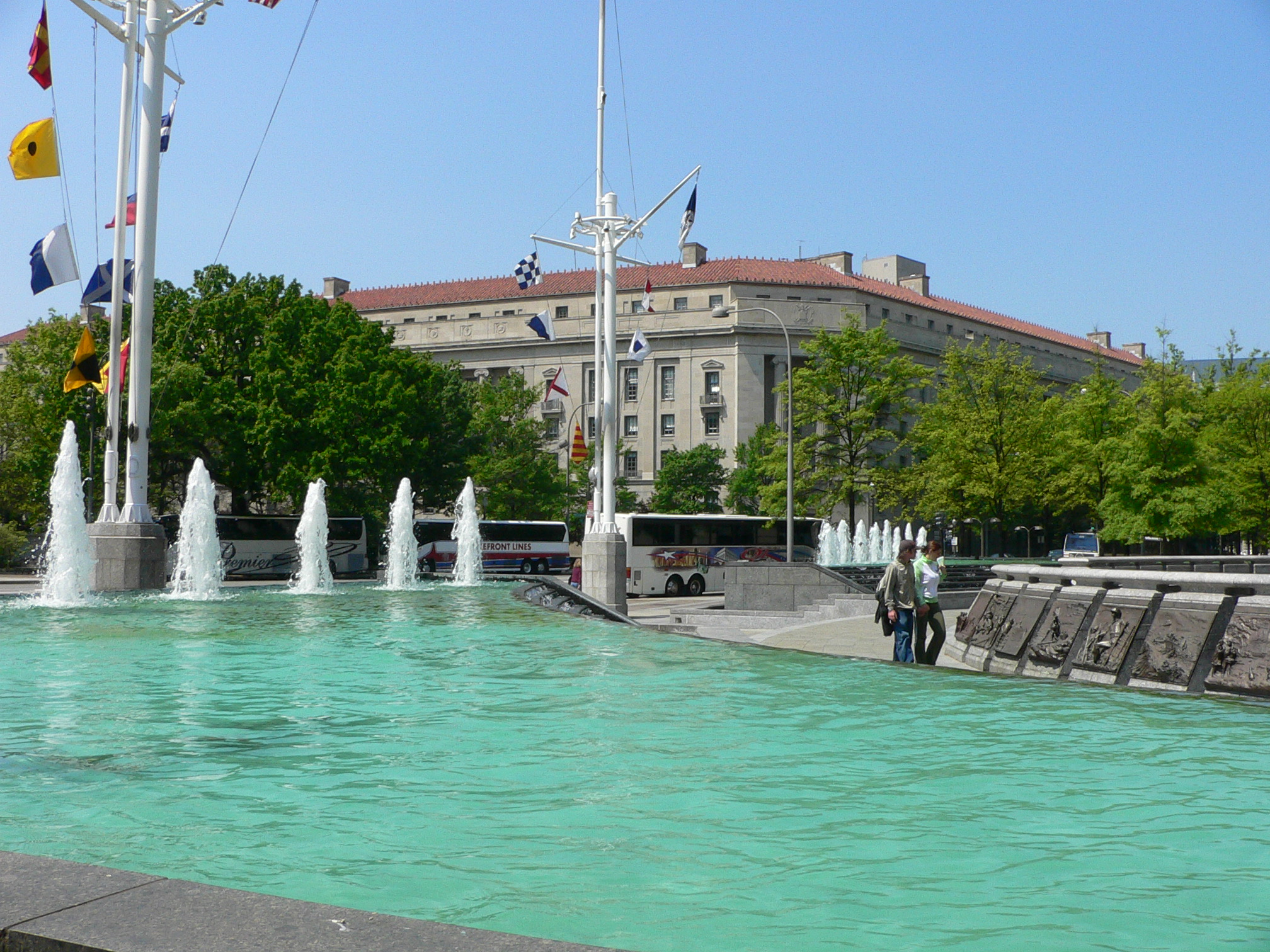
United States Navy Memorial te Washington, D.C.

Het United States Navy Memorial in de Amerikaanse hoofdstad Washington D.C. eert eenieder die in de Amerikaanse marine, het marinierskorps, de kustwacht en de koopvaardij heeft gediend. Het monument staat nabij de National Archives Building aan Pennsylvania Avenue.
Het Navy Memorial werd in 1980 bij wet geautoriseerd en op 13 oktober 1987 werd het onthuld. Het complex bestaat uit twee gebouwen, een fontein en een standbeeld van een matroos. Beroemde uitspraken van Amerikaanse admiraals zijn in een van de buitenmuren van het monument gegraveerd. In het Naval Heritage Center krijgt de bezoeker in tentoonstellingsruimten een beeld van de Amerikaanse zeestrijdkrachten.